# Fiets4daagse De Peel

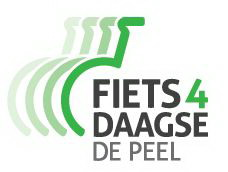
Logo Fiets4Daagse De Peel

De Fiets4daagse De Peel is een evenement met startplaatsen in de Nederlandse provincies Noord-Brabant en Limburg. De fietstochten worden georganiseerd door de Stichting Fiets4daagse De Peel. 
Aan deze fietsvierdaagse wordt jaarlijks deelgenomen door ongeveer 10.000 deelnemers, afkomstig uit heel Nederland. Ze maken vier dagen lang tochten van naar keuze 30, 45 of 60 kilometer per dag. Startlocaties zijn Deurne, Meijel, Stiphout en Weert.
De Fiets4daagse De Peel wordt sinds 1976 georganiseerd. De fietsroutes voeren onder andere door het Nationaal Park De Groote Peel in de Peel, het Recreatiedomein Maasvallei en de Kempen met onder andere het Nationaal Park Hoge Kempen in 
Belgisch Limburg. Dit is afhankelijk van de gekozen startplaats. De routes zijn beschreven en bewegwijzerd. 
Naast het fietsen worden er in de regio allerlei nevenactiviteiten georganiseerd.